# Religion en Haïti

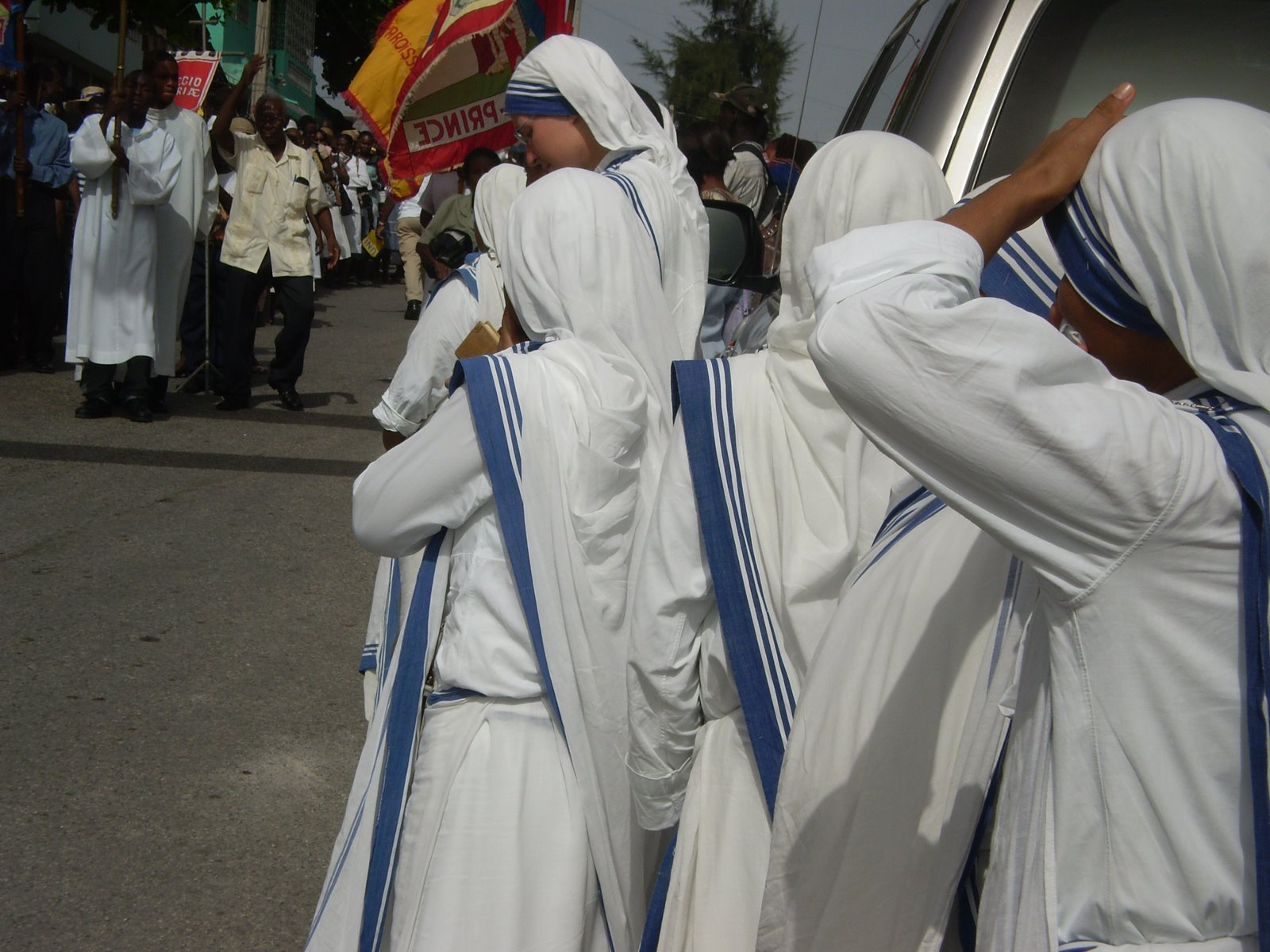
Missionnaires de La Charité à l'occasion d'une fête religieuse.

La grande majorité des Haïtiens pratique une religion puisque 88,2 % de la population déclare être rattachée à une religion[Quand ?].
Selon l'enquête de 2016-2017 du Ministère de la Santé Publique et de la Population haïtien, les protestants sont majoritaires, que ce soit chez les femmes (56 % ) ou chez hommes (45 % ). Les catholiques viennent en deuxième position avec 35 % des femmes et 36 % des hommes. On trouve ensuite les personnes se déclarant sans religion (8 % des femmes et des hommes). Enfin, seulement 1 % des femmes et 3 % des hommes se déclarent vaudouisants. L'enquête insiste toutefois sur la prudence avec laquelle il faut prendre en compte ces chiffres, compte tenu du fort syncrétisme religieux présent en Haïti.

## Christianisme

### Catholicisme
Comme la plupart des pays d'Amérique Latine, Haïti a été colonisée par des pouvoirs européens catholiques. Le catholicisme a été conservé dans la constitution haïtienne comme la religion officielle d'état jusqu'à 1987. Le pape Jean-Paul II s'est rendu en Haïti en 1983, dans un discours prononcé a la capitale d'Haïti, Port-au-Prince, il a critiqué le gouvernement de Jean-Claude Duvalier, notamment avec la célèbre phrase: "Il faut que quelque chose change ici". Ce discours sera un peu plus tard suivi de la chute de celui-ci.
Selon l'Église catholique en Haïti, les dix diocèses des deux provinces ecclésiastiques d'Haïti comptent jusqu'à 251 paroisses et environ 1500 communautés rurales chrétiennes. Le clergé local dispose de 400 prêtres diocésains et 300 séminaristes. Il y a aussi 1 300 prêtres missionnaires religieux appartenant à plus de 70 ordres religieux et confréries.

### Protestantisme
La religion la plus pratiquée sur l'île est le Protestantisme(en) « Haïti », sur The World FactBook (consulté le 14 janvier 2022)..
Le protestantisme a été introduit en Haïti à partir de 1816. Les missionnaires américains et canadiens se sont succédé à Haïti surtout depuis la 2e moitié du XIXe siècle. Leur action a été majeure dans le domaine de l'enseignement : aujourd'hui 40 % des écoles primaires, 40 % des écoles secondaires et 25 % des universités sont organisées par les églises protestantes haïtiennes.
En adoptant le créole comme langue d’évangélisation, en s’établissant dans les quartiers populaires et les milieux ruraux, ces églises protestantes connurent une croissance rapide et, de ce fait, érodèrent l’influence jusque-là incontestée de l’Église catholique dans ces milieux. Contrairement au catholicisme qui était en difficulté dans les années 1960 à la suite de l’expulsion de la plupart de ses évêques, le caractère apolitique des prédicateurs protestants leur valut par ailleurs la neutralité du gouvernement.
D'autre part, là aussi contrairement au catholicisme, l'adhésion au protestantisme représente une rupture franche avec les pratiques magiques vaudou et une moindre pression financière sur les fidèles.
 
En forte croissance, la population protestante est en 2016 53 % selon EMMUS-VI MSPP  plus de 33 % selon Terry et Stepick,.
La Convention baptiste d'Haïti est fondée en 1964 . En 1994, elle établit l’Université Chrétienne du Nord d'Haïti à Limbé. En 2010, elle compterait et 112 églises et 50,000 membres 
.
Parmi les protestants haïtiens, plus de la moitié sont baptistes (15,4 %), un quart adhèrent au pentecôtisme (7,9 %), et un sur 10 à l'adventisme (3 %). Les autres 2 % se répartissent entre les autres églises protestantes (Haïti est par exemple le plus grand diocèse de l'Église épiscopalienne américaine, avec 83 698 membres signalés en 2008), et des mouvements parfois assimilés au protestantisme tels que les Témoins de Jéhovah ou les Mormons.
 
Dans le secteur de la santé, les œuvres protestantes gèrent 66 centres de santé et hôpitaux, soit 60 % de la couverture médicale du pays.

## Vaudou
Selon le Factbook mondial de la CIA , le vaudou est considéré comme religion officielle depuis 2003, décision prise sous le gouvernement de Jean-Bertrand Aristide, il a été accordé à certains prêtres vaudouisants de célébrer leurs propres mariages. La pratique du vaudou se combine souvent avec la pratique d'une autre religion, essentiellement le catholicisme.

## Islam
Il existe une petite communauté musulmane en Haïti, résidant principalement à Port-au-Prince, Cap-Haïtien et ses banlieues environnantes. L'histoire de l'islam à Haïti est liée avec celle de l'esclavage. Le patrimoine islamique des esclaves importés à Haïti a persisté dans la culture haïtienne. En 2000, Nawoon Marcellus, membre de Fanmi Lavalas et originaire de Saint-Raphaël, est devenu le premier musulman élu à la Chambre des députés d'Haïti.

## Judaïsme
La communauté juive de Haïti réside principalement à Port-au-Prince, où la communauté répond aujourd'hui de la maison de l'homme d'affaires et milliardaire Gilbert Bigio, un Haïtien d'origine syrienne. Le père de Bigio s'installe d'abord à Haïti en 1925 et a été actif dans la communauté juive. En novembre 1947, son père a joué un rôle important dans le soutien d'Haïti pour l'État d'Israël lors d'un vote à l'Organisation des Nations unies. Le dernier mariage juif ayant eu lieu en Haïti s'est tenu il y a 10 ans.[réf. nécessaire]
Haïti a accueilli des Juifs persécutés par le pouvoir nazi. Le 29 mai 1939, le président haïtien Sténio Vincent adopte un décret-loi octroyant par contumace la nationalité haïtienne in abstentia aux réfugiés juifs d’Haïti puis accueille les 937 passagers, majoritairement juifs, fuyant le Troisième Reich à bord d'un paquebot ayant quitté Hambourg le 13 mai 1939 et refoulé de Cuba. Le 12 décembre 1941, quelques jours après l'attaque de Pearl Harbor, le président Élie Lescot, déclare la guerre aux forces de l'Axe et accorde un passeport à tout Juif le sollicitant.